# North Gregory River
Der North Gregory River ist ein Fluss im Osten des australischen Bundesstaates Queensland.

## Geographie

### Flusslauf
Der Fluss entspringt im Westteil der Montgomery Range, die zur Great Dividing Range gehört, unmittelbar südöstlich des Blackbraes-Nationalparks und etwa 140 Kilometer nördlich von Hughenden. Er fließt nach Südosten und Osten und bildet bei Gregory Springs zusammen mit dem South Gregory River den Gregory River.

### Nebenflüsse mit Mündungshöhen
Nebenflüsse des North Gregory River sind:
- Bombarry Creek – 740 m